# ニール・ショーン
ニール・ショーン（Neal Schon、1954年2月27日 - ）は、アメリカ合衆国のギタリスト、ジャーニーの中心人物。

## 来歴
オクラホマ州オクラホマシティ近郊のティンカー空軍基地で生まれ、幼い頃に家族でカリフォルニア州サンフランシスコに移る。
10歳でギターを始め、ジミ・ヘンドリックスやエリック・クラプトンらに影響を受ける。その後サンタナのセカンド・ギタリストに抜擢されて、17歳の時にプロ・デビュー作となる『サンタナIII』（1971年）が発表される。1972年にサンタナを脱退し、1973年にゴールデン・ゲイト・リズム・セクションを結成。その後、ニールと同時期にサンタナを脱退したグレッグ・ローリーが合流し、ジャーニーと改名して1975年にデビュー。
1980年代に入ると、ジャーニー以外での活動も増えていく。1980年代初頭にはヤン・ハマーとの連名で2枚のアルバムを発表。1984年にはサミー・ヘイガー、ケニー・アーロンソン、サンタナ時代の盟友マイケル・シュリーヴとのユニットHSASとして、アルバム『炎の饗宴』発表。1985年にはヘヴィメタル・ミュージシャンによるチャリティ・プロジェクト「ヒア・アンド・エイド」に参加。
『Raised On Radio〜時を駆けて』（1986年）を最後にジャーニーが解散すると、元ベイビーズのジョン・ウェイトらと共にバッド・イングリッシュを結成し、1989年にデビュー・アルバム発表。同年には、初のソロ・アルバム『レイト・ナイト』も発表する。1991年にバッド・イングリッシュが解散すると、ジョニー・ジョエリが結成したハードラインに加入するが、ニールはデビュー・アルバム『ダブル・エクリプス』（1992年）に伴うツアーを最後に脱退。
1993年、ポール・ロジャースのツアーに帯同し、7月4日のマイアミ公演ではジミ・ヘンドリックスのカヴァーを多数披露。その時の音源は、ポール・ロジャースのライブ・ミニ・アルバム『シングズ・ジミ・ヘンドリックス・ライヴ』（1993年）として発表された。そして、1995年にジャーニーを再結成させる。
ジャーニー再結成以後も、様々なサイド・プロジェクトに取り組む。1997年には、サンタナの元メンバーを中心としたプロジェクト、アブラクサス・プール名義でのアルバムを発表。2002年にはサミー・ヘイガー、マイケル・アンソニー、ディーン・カストロノヴォとプラネット・USを結成するが、これは短命に終わり、作品もリリースされなかった。2005年には、ジェフ・スコット・ソート、マルコ・メンドーサ、ディーン・カストロノヴォ（後にプラネット・エックスのヴァージル・ドナティに交替）と結成したソウル・サーカス名義のアルバムを発表。ソロ活動も継続し、2001年のインスト・アルバム『情熱の音色〜ヴォイス』（全曲カヴァーで、ロバータ・フラック「やさしく歌って」やセリーヌ・ディオン「マイ・ハート・ウィル・ゴー・オン」などを含む）はグラミー賞ベスト・ポップ・インストゥルメンタル・アルバム部門にノミネートされた。
卓越したギター・テクニックが高く評価され、他アーティストの作品へのゲスト参加も多い。

## 使用機材
活動初期のギターはギブソン・レスポール、フェンダー・ストラトキャスターがメインとなっていて、フロイド・ローズのトレモロユニットを取り付ける改造が施されたギターをいくつか使用していた。以下に代表的な仕様ギターを挙げる。
- Schon Guitars

1980年代中頃に自身の理想のギターを求めて開発に関与し、自身の名前を冠したブランドとして立ち上げたギター。ジャクソンが開発し、後にカナダのLarrivee（ラリヴィー）社が生産を引き継いだが、法的なトラブル等諸々の問題を抱えたため長く続けることができなかった。
- ESP "Departure"

アルバム「Departure」のリリース時にESPによって製作されたギター。アルバムジャケットのスカラベをモチーフにし、更にネックが左右に伸びているというギターであったが、あくまでもアルバムのプロモーションを兼ねた形でニール・ショーンに贈られたものであることと、左右にネックがあることから使い勝手が悪く、ステージで使用されることはほとんどなかった。
- ギブソン・ニール・ショーン・レスポール

2005年にギブソンと共同開発したニールのシグネイチャー・レスポール。ギブソン・カスタムショップによって限定生産された。オリジナルのギブソン・レスポールを基に、フロイド・ローズのトレモロ・ユニット及びフェルナンデスのサスティナー、ブーストコントロールが搭載されている。ハイポジションの演奏性を向上させるヒールレスカットのほか、コントロールノブの位置が改められている。本人が使用しているモデルにはRolandのGRギターシンセサイザーのドライバー（ピックアップ）が組み込まれている。
- AriaProⅡ PE特注モデル

アルバム『フロンティアーズ』の頃に使用。RolandのGRギターシンセサイザーのコントロールやケーラーを搭載、さらにブーストコントロールやコイルタップスイッチなどによって、多彩な音色が得られるようになっていた。ギターシンセサイザーのコントロールを省いた仕様が数量限定で市販されている。
- ポール・リード・スミスカスタムメイドギター

1970年代末からハンドメイドで製作していたギターを創設者であるポール・リード・スミスがニール・ショーンから買い戻した際に、交換条件として、カスタムメイドのギターを製作する部門である「Private Stock」が製作したCustom22及びCustom24がベースとなったギター。フロイド・ローズのトレモロユニット、フェルナンデス・サスティナー、Rolandのギターシンセサイザードライバーが組み込まれている。その後2011年に正式にポール・リード・スミスとエンドースメント契約を締結、2013年にニール・ショーンモデルとしてSinglecutをベースとしたホロウボディのNS-14、一回り大きなボディのNS-15を発表した。本人が使用しているギターにはフェルナンデス・サスティナーが組み込まれる改造が施されているが、市販されるモデルにはサスティナーは搭載されない。NS-15は数量限定で「Private Stock」からも発売された。
現在はライブに於いてニール・ショーンモデルのポール・リード・スミスをメインに、フェンダー・カスタムショップ製ストラトキャスターを時折使用している。
アンプはハイワット、マーシャル、Diesel Amplifierを経て、現在はBlackstar Amplifierを使用している。

## 逸話
- サンタナ在籍時代、当時デレク・アンド・ザ・ドミノスに在籍していたエリック・クラプトンとジャム・セッションを行ったことがある。その折、「どこでギターを習ったのか」と尋ねてきたクラプトンに対して「すべてあなたから習いました」と答えたという[10]。また、彼の卓越した演奏を気に入ったクラプトンからバンドへの参加を要請されるが、彼はこれを断っている。本人は後に「憧れのギタリストから突然オファーを受けたものだから、あまりにも畏れ多くて、怖気づいてしまった」由の発言をしている。

- THE ALFEEの高見沢俊彦は、ニール・ショーン・モデルのレスポールを3本所有し、2006年リリースの「Innocent Love」のPV、2007年秋のツアータイトル曲の「天河の舟」のライブなどで、ゴールドトップのモデルを使用していた。また、「天河の舟」では近年でも同様のモデルが使用されることがある模様（サスティーン、及びアーミングを使用するため）。

## ディスコグラフィ

### ソロ・アルバム
- 『レイト・ナイト』 - Late Nite (1989年)
- 『ビヨンド・ザ・サンダー』 - Beyond the Thunder (1995年)
- 『エレクトリック・ワールド』 - Electric World (1997年)
- Piranha Blues (1999年)
- 『情熱の音色〜ヴォイス』 - Voice (2001年)
- 『アイ・オン・ユー』 - I on U (2005年)
- 『ザ・コーリング』 - The Calling (2012年)
- 『ソー・ユー』 - So U (2014年) ※フィーチャリング・メンドーサ&カストロノヴォ
- 『ヴォルテックス』 - Vortex (2015年)
- Universe (2020年)

### サンタナ
- 『サンタナIII』 - Santana III (1971年)
- 『キャラバンサライ』 - Caravanserai (1972年)
- 『サンタナIV』 - Santana IV (2016年)

### アステカ
- 『アステカ』 - Azteca (1972年)
- 『月に立つピラミッド』 - Pyramid of the Moon (1973年)

### ショーン&ハマー
- 『アントールド・パッション』 - Untold Passion (1981年)
- 『ヒア・トゥ・セイ』 - Here to Stay (1982年)

### HSAS（ヘイガー、ショーン、アーロンソン、シュリーヴ）
- 『炎の饗宴』 - Through the Fire (1984年)

### バッド・イングリッシュ
- 『バッド・イングリッシュ』 - Bad English (1989年)
- 『バックラッシュ』 - Backlash (1991年)

### ハードライン
- 『ダブル・エクリプス』 - Double Eclipse (1992年)
- 『II』 - II (2002年) ※ゲスト参加

### ジャスト・イフ・アイ
- 『オール・ワン・ピープル』 - All One People (1991年)

### アブラクサス・プール
- 『アブラクサス・プール』 - Abraxas Pool (1997年)

### ソウル・サーカス
- 『ワールド・プレイ』 - World Play (2005年)

### 参加アルバム
ポール・ロジャース
- 『マディ・ウォーター・ブルーズ』 - Muddy Water Blues: A Tribute to Muddy Waters (1993年) ※2曲に参加
- 『シングズ・ジミ・ヘンドリックス・ライヴ』 - The Hendrix Set (1993年)
- 『NOW』 - Now (1997年) ※「Saving Grace」および日本盤ボーナス・トラック「Ride My Love」を共同で作曲
- 『ライヴ・アット・モントルー 1994』 - Paul Rodgers & Friends Live at Montreux 1994 (2011年)

その他
- ベティ・デイヴィス : 『ベティー・デイヴィス』 - Betty Davis (1973年)
- レニー・ホワイト : 『ビッグ・シティ』 - Big City (1977年)
- ロバート・フライシュマン : 『パーフェクト・ストレンジャー』 - Perfect Stranger (1979年)
- サミー・ヘイガー : 『バイオレンスの逆襲』 - Danger Zone (1980年)
- トーニー・ケイン : 『抱きしめて』 - Tané Cain (1983年)
- シルバー・コンドル : 『氷河飛行』 - Trouble at Home (1983年)
- ヒア・アンド・エイド : 『スターズ』 - Hear 'n Aid (An All-Star Album For Famine Relief) (1985年) ※「Stars」に参加
- グレッグ・ローリー : 『グレッグ・ローリー』 - Gregg Rolie (1985年)
- ジェフ・バーリン : 『チャンピオン』 - Champion (1985年)
- エリック・マーティン : 『エリック・マーティン』 - Eric Martin (1985年) ※「Just One Night」を共同で作曲
- ジョー・コッカー : 『コッカー』 - Cocker (1986年)
- グレッグ・ローリー : Gringo (1987年)
- マイケル・ボルトン : 『いざないの夜』 - The Hunger (1987年)
- ジミー・バーンズ : 『フレイト・トレイン・ハート』 - Freight Train Heart (1987年)
- グレン・バートニック (元スティクス) : 『ヒーローズ・アンド・ジーローズ』 - Heroes and Zeroes (1987年)
- オールマン・ブラザーズ・バンド : 『ホエア・イット・オール・ビギンズ』 - Where It All Begins (1994年) ※「Temptation Is a Gun」を共同で作曲
- フレデリクセン/フィリップス : 『フレデリクセン/フィリップス』 - Frederiksen/Phillips (1995年)
- ファーギー・フレデリクセン : 『イクィリブリアム』 - Equilibrium (1999年)
- カーマイン・アピス : Guitar Zeus - Safe (1996年)
- Various Artists : 『メリー・アックスマス 2』 - Merry Axemas, Vol. 2: More Guitars for Christmas (1998年) ※1曲参加
- Trichromes : Trichromes (2002年)
- ジェフ・スコット・ソート : 『ロスト・イン・ザ・トランスレーション』 - Lost in the Translation (2004年)
- ミッキー・トーマス : 『オーヴァー・ジ・エッジ フィーチャリング・ミッキー・トーマス』 - Over the Edge (2004年)
- ジャック・ブレイズ : 『ジャック・ブレイズ』 - Jack Blades (2004年) ※2曲に参加
- レス・ポール&フレンズ : 『レス・ポール・トリビュート』 -"Les Paul & Friends: American Made World Played" (2005年) ※ベス・ハートと共に「アイ・ウォナ・ノウ・ユー」に参加
- レディオアクティヴ : 『テイクン』 -Taken (2005年)
- サミー・ヘイガー : 『コズミック・ユニヴァーサル・ファッション』 - Cosmic Universal Fashion (2008年)
- ゲイリー・シャット : Loss 4 Words (2008年) ※「Road Trip」でギター・ソロ
- リー・リトナー : 『シックス・ストリング・セオリー』 - Lee Ritenour's 6 String Theory (2010年) ※2曲に参加
- トゥー・ファイアーズ : 『バーニング・ブライト』 - Burning Bright (2011年) ※「Some Things Are Better Left Unsaid」を共同で作曲
- エリック・マーティン : 『MR. ROCK VOCALIST』 - Mr. Rock Vocalist (2012年)
- サミー・ヘイガー : 『サミー・ヘイガー&フレンズ』 - Sammy Hagar & Friends (2013年) ※2曲に参加
- ジミー・バーンズ : 30:30 Hindsight (2014年)
- レヴォリューション・セインツ : 『レヴォリューション・セインツ』 - Revolution Saints (2015年)
- ジェイソン・ベッカー : Triumphant Hearts (2018年)